# Европейска шофьорска карта
Европейска шофьорска карта е шофьорска карта, заместваща многото стилове на шофьорска карта, употребявани в страните членки на Европейската икономическа зона (ЕИЗ) (Европейския съюз, Исландия, Лихтенщайн и Норвегия). Европейската шофьорска карта има форма на кредитна карта със снимка и е възможно да има микрочип. Тя е въведена на мястото на 110 различни пластмасови и хартиени свидетелства за управление на 300 000 000 шофьори в ЕИЗ. Основната цел на Европейската шофьорска карта е да се намали рискът от измами. През март 2006 г. Съветът на министрите приема директива, предложена от Европейската комисия за създаване на единно европейско свидетелство за управление, да замени 110 различни модела, които съществуват в целия ЕС. Европейският парламент приема тази директива през декември 2006. Директивата 2006/126/EEC е публикувана в официалния вестник на Европейския съюз на 30 декември 2006 година. Неговите разпоредби влизат в сила през 2013 г., Директива 91/439/ЕИО е отменена едновременно.
Заради влизането в сила на новата европейска директива от 19 януари 2013 година се издава по-нов образец българската шофьорска книжка. На челната страна на свидетелството, там където е микрошрифтът, съгласно директивата е записано, че документът е издаден и се изписва на съответния език от държавата, която го издава, и какъв е неговият вид.